# Simulium codreanui
Simulium codreanui är en tvåvingeart som först beskrevs av Sherban 1958.  Simulium codreanui ingår i släktet Simulium och familjen knott. Inga underarter finns listade i Catalogue of Life.